# Cărăbuș

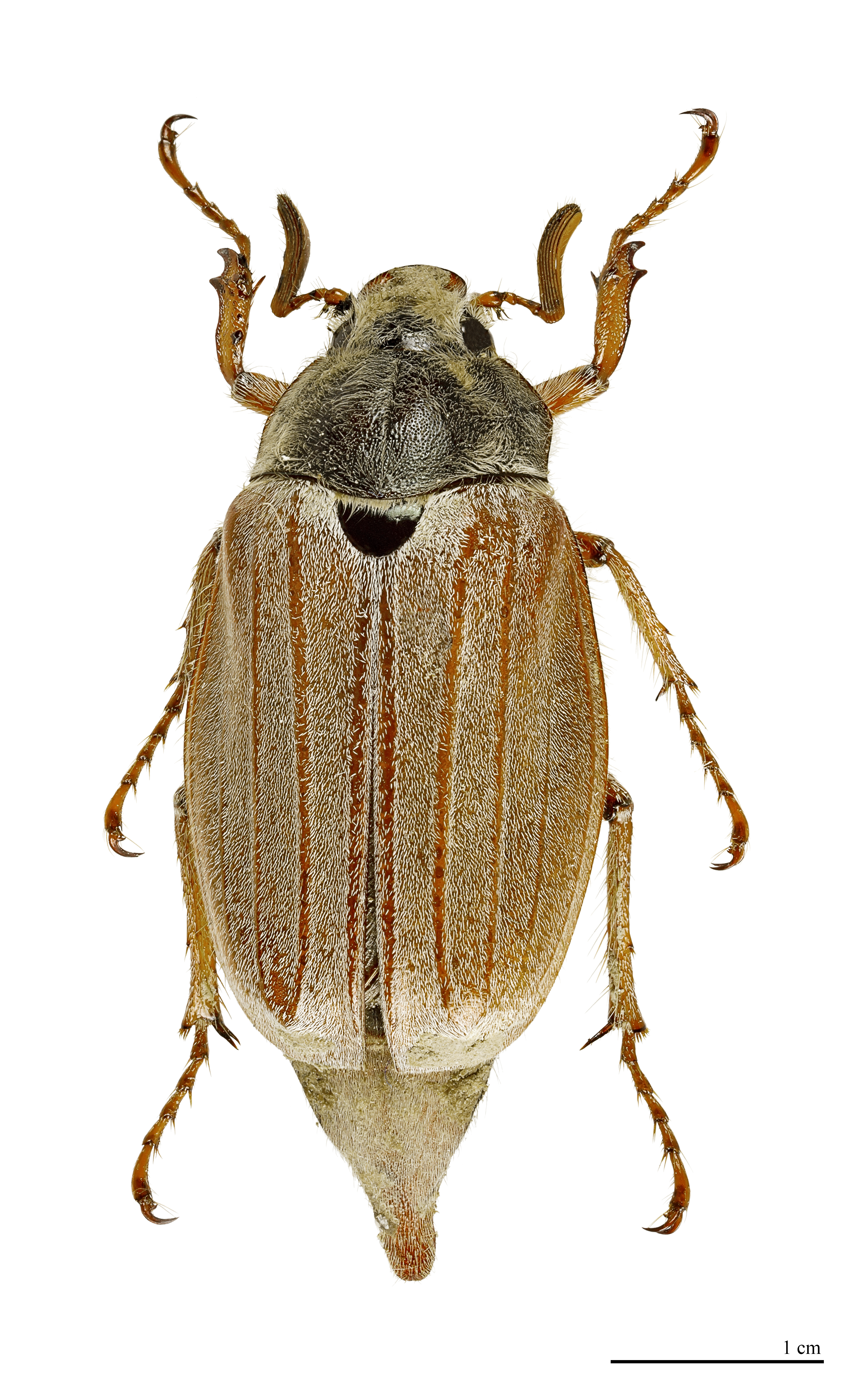
Melolontha melolontha

Cărăbușul (colocvial numit gândac de mai) este o insectă europeană din genul Melolontha, familia Scarabaeidae. 
Cărăbușul este de culoare castanie sau neagră, cu elitre dure. Apare pe la începutul lunii mai și se hrănește cu frunzele arborilor. I se mai zice (popular): găinușă, gândac-de-mai, sau carab[aș] (rar folosit, „oaie cu botul negru” < tc.) + suf. -uș); larva sa (viermele alb) trăiește în pământ 3-4 ani și distruge rădăcinile plantelor.
Există trei specii de cărăbuș european:
- Melolontha melolontha
- Melolontha hippocastani
- Melolontha pectoralis